# 夜はキラキラ寺チャンネル
夜はキラキラ寺チャンネル（よるはきらきらてらちゃんねる）は、1989年10月から1991年9月まで放送されていた、文化放送のラジオ番組。

## 沿革
- 1989年10月 - 1990年3月『街ラジオ 夜はキラキラ 寺チャンネル』
月 - 金曜 18:00 - 20:00
寺島尚正（文化放送アナウンサー(当時)）とタレントのナース井手がパーソナリティを務めた。街ラジオのタイトルは前年度番組『街ラジオ なぎら健壱のその気でギンギン夜おこし』から継承。
夕刊各紙から気になる話題を採り上げてのトーク、また街中に飛び出して残業中のサラリーマンや出掛け中のOLの生の声を聞いていた「街ゲリラ中継」などを盛り込んだ[1]。
この当時の番組ジングルは演歌のデュエット曲風のものだった[1]。
本番組スタート当初は、ナースがテレクラに電話して相手の男性がどんな風に口説いてくるか、その反応を楽しむコーナーがあった[1]。
- 1990年4月 - 1990年9月『文化放送ライオンズナイター 寺チャンネル スペシャル』
ナイターの無い月曜 18:00 - 20:00
当初はナイターオフのみ放送の予定だったが1990年4月からは『文化放送ライオンズナイター』を放送していない月曜のみの放送となった。
- 1990年10月 - 1991年3月『評判ラジオ 夜はキラキラ 寺チャンネル』
月 - 金曜 18:00 - 20:00
ナイターオフ番組として復活。冠タイトルを「評判ラジオ」に変更した。
- 1991年4月 - 1991年9月『文化放送ライオンズナイター 寺チャンネル スペシャル』
ナイターの無い月曜 18:00 - 20:00
同時期は『寺ちゃん・ナースのマリモタイム』をRABラジオへネットしていた（月 - 金曜 21:30 - 21:40）。
- 1991年10月、寺島が平日帯 朝ワイド番組『寺島・藤井のジャストミート』を担当するため、寺島・ナースのコンビは解消。ナース井手は野村邦丸（文化放送アナウンサー(当時)）とコンビを組み、『邦丸・ナースのラジオ横丁一番地』を開始。1992年のナイターオフまで続いた。
- 1993年4月、『吉田照美のやる気MANMAN!』内のコーナー「マイクサイドボクシング 俺に言わせろ」で寺島・ナースのコンビが復活。水曜日コメンテーターを務めた。
- 1993年10月、寺島とナースのコンビがナイターオフの夜に復活。『寺島・ナースの爆発120分』を開始した。番組は1994年3月に終了。ナース井手は井手えりと芸名を変えて、『やる気MANMAN!』のピンチヒッターとして、寺島とのコンビでパーソナリティを数回 務めたが井手が芸能界を引退したため、その後はコンビを組むことは無かった。
- 寺島は後年「ナース井手さんがいたから番組がはじけた。彼女（ナース）がメインで私はアシスタント」だったと当番組について振り返っている[2]。

## 1994年10月以降のナイターオフ番組
- 1994年のナイターオフ以降は2001年 - 2004年を除き、竹内靖夫（当時文化放送アナウンサー）が、メインパーソナリティを務める、電話リクエスト番組枠として編成され、2008年のナイターオフまで続いた[3]。
- 2009年のナイターオフ以降は月曜日を除き、スポーツ色を強めたナイターオフ番組を放送している。

## コーナー
（）

### 1989年度
- 18:05〜18:40
  - 寺ちゃんの噂のスクランブル
  - 小宮悦子のニュースステーションヘッドライン
    - 当日のテレビ朝日『ニュースステーション』の内容の予告編で、小宮悦子が出演して2人と共演。ナースが小宮にツッコむなどの掛け合いも見られた。代理として若林正人が出演したこともあった[1]。

  - 私だけが知っている
- 18:40 - だからオジサン大嫌い!
- 19:00〜19:15 - 日替わりコーナー
  - ディナーくんハイ（月曜）
  - 林家らぶ平の午后7時の男（火曜）
  - 頑張れ残業マン（水曜）
  - 街角クイズここは何処?（木曜）
  - 潜入ハナキンOLゾーン（金曜）
- 19:20 - 寺ちゃんの青春グラフィティ
- 19:30 - アタックNo.1 〜寺ちゃんのくどかれたいの〜
- 19:40 - 明日貴女は -フォーチュン寺島の大予言-

### 1990年度
18時台
- 噂のスクランブル
- 小宮悦子のニュースステーションヘッドライン

19時台
- 青ちゃん参上!街角クイズ 〜御年いくつ?